# Кобозев, Пётр Кузьмич
Пётр Кузьмич Кобозев (12 июля 1913 — 31 января 1988) — советский военнослужащий, участник Великой Отечественной войны, полный кавалер ордена Славы, командир отделения пешей разведки 97-го гвардейского стрелкового полка (31-я гвардейская стрелковая дивизия, 11-я гвардейская армия, 3-й Прибалтийский фронт), гвардии старшина.

## Биография
Родился в многодетной крестьянской семье в селе Чикаревка Борисоглебского уезда Тамбовской губернии (в настоящее время Жердевский район Тамбовской области). Получил начальное образование, работал в колхозе, затем рабочим в депо Дальневосточной железной дорогои. В 1937 году был призван в ряды Красной армии. В 1940 году демобилизовался, а в июне 1941 вновь призван в связи с началом Великой Отечественной войны. С марта 1942 года на фронте.
Помощник командира взвода пешей разведки 58-го гвардейского стрелкового полка (18-я гвардейская стрелковая дивизия, 3-я ударная армия, 2-й Прибалтийский фронт) гвардии старший сержант Кобозев во главе группы разведчиков 16 ноября 1943 года выдвинулся к переднему краю обороны противника в районе деревни Васьково Пустошкинского района Псковской области, гранатами подавил огневую точку, уничтожил несколько солдат противника, взял контрольного пленного с важными документами, захватил крупнокалиберный пулемёт. Приказом по 18-й гвардейской дивизии от 25 ноября 1943 года он был награждён орденом Славы 3 -й степени.
Гвардии старший сержант Кобозев 26 декабря 1943 года с отделением, действуя в разведке возле деревни Соино Пустошкинского района, был ранен, но продолжал выполнять боевую задачу. Во главе разведывательного взвода в районе деревень Пестуница-Вторая и Евдокименки Городокского района Витебской области для выявления переднего края обороны противника и его огневых средств вызвал огонь на себя. В боях был дважды ранен, но не оставил поле боя. Приказом по 11-й гвардейской армии он был награждён орденом Славы 2-й степени.
Командир отделения пешей разведки гвардии старшина Кобозев с группой разведчиков 25 января 1945 года ворвался в населённый пункт Аккерау в Восточной Пруссии (в настоящее время Армейское в Калининградской области). Внезапным огнём из автоматов бойцы вызвали панику в рядах отступающей колонны противника, способствуя продвижению стрелковых подразделений. 30 января 1945 года проник в тыл противника близ населённого пункта Будупенен (пригород Кёнигсберга) и огнём из засады уничтожил свыше 10 солдат противника. Указом Президиума Верховного Совета СССР от 19 апреля 1945 года он был награждён орденом Славы 1-й степени.
Помимо орденов был награждён двумя орденами Красной Звезды. 
Демобилизован в ноябре 1945 года в звании старшины. Вернулся на родину. Жил в селе Тафинцево, работал в колхозе.
6 апреля 1985 года в честь 40-летия Победы был награждён орденом Отечественной войны 1-й степени.
Скончался 31 января 1988 года. Похоронен на кладбище в Чикаревке.